# 西域帚齒非鯽
伏氏帚齒非鯽，為輻鰭魚綱、鱸形目、隆頭魚亞目、慈鯛科的其中一種，分布於非洲賴比瑞亞的淡水流域。
本魚特徵為：頰部上有兩列鱗片，下咽骨具齒；吻與頰呈紫色，虹膜為橘色；後頸與身體上半部為土黃色，後背部為粉紅色；腹鰭末端形成一個短白絲狀突起。
鰭條數方面：背鰭硬棘16至18枚，背鰭軟條12至13枚；臀鰭硬棘3枚，臀鰭軟條10至11枚。體長可達28.3公分。棲息於水底，生活習性目前尚不明。

## 擴展閱讀
- 維基物種上的相關：西域帚齒非鯽